# Seebrücke Bad Wendorf

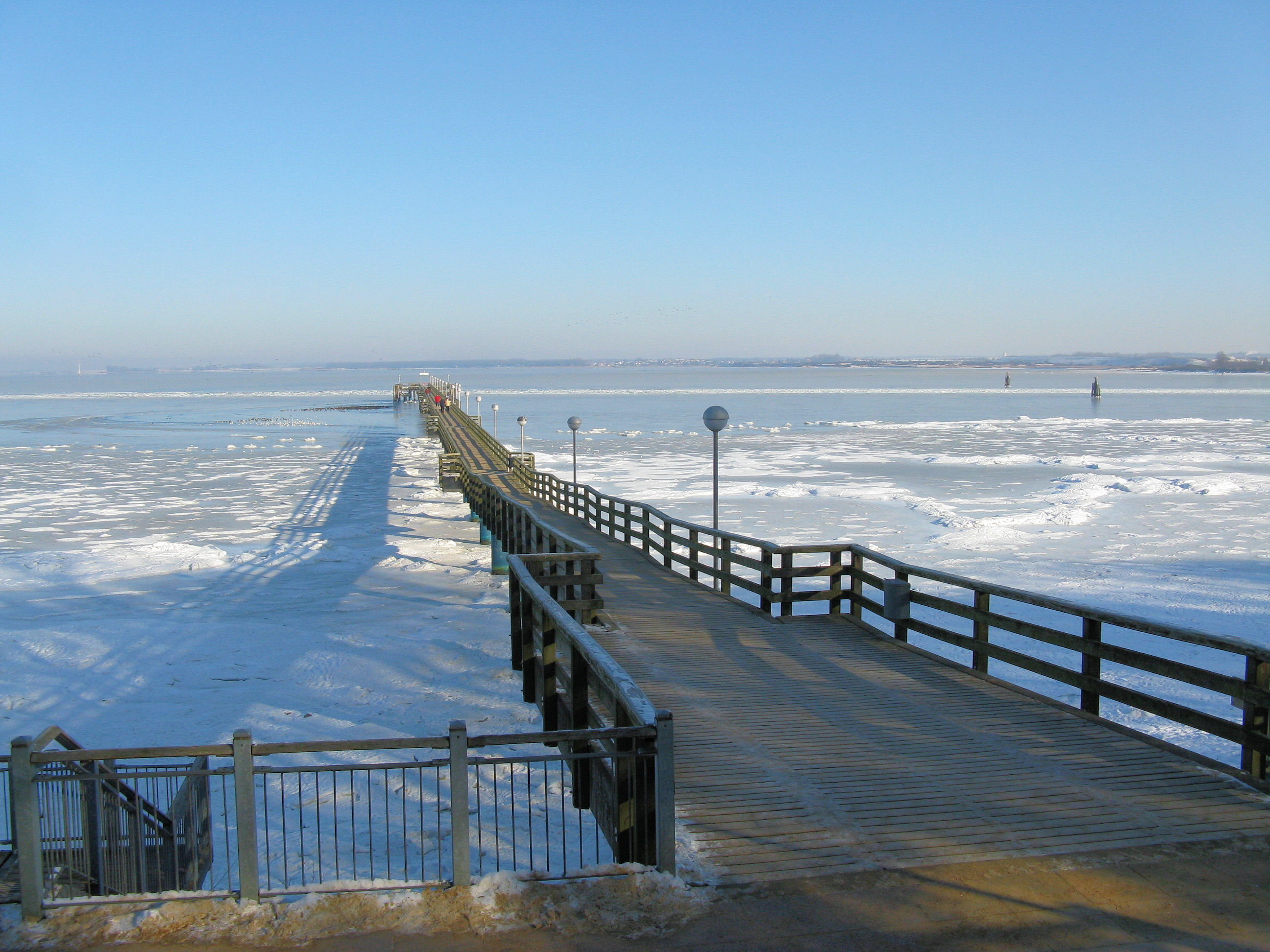
Seebrücke in Bad Wendorf

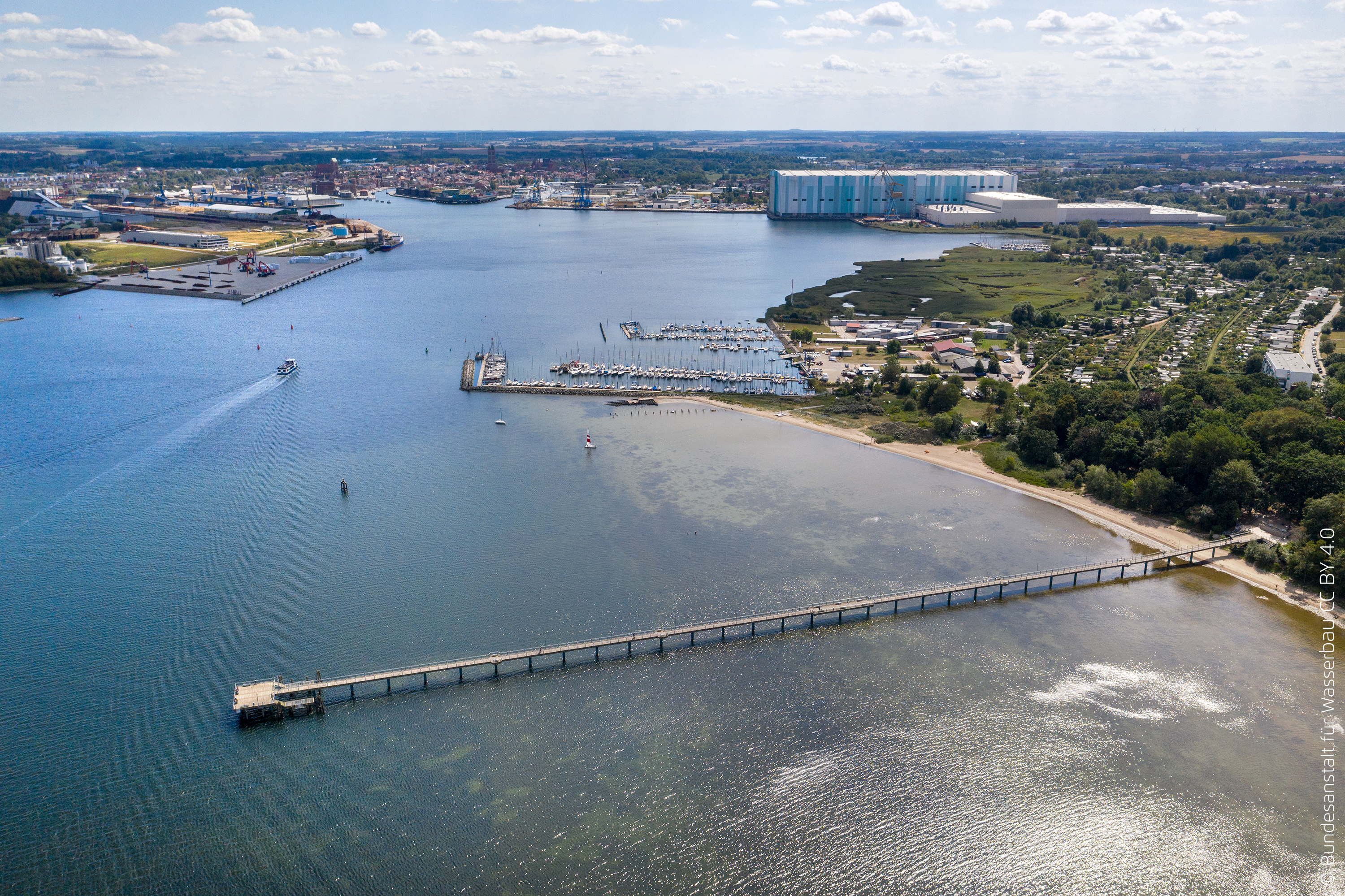
Wismar und Seebrücke Bad Wendorf

Die Seebrücke Bad Wendorf ist eine 350 m lange Seebrücke an der Wismarer Bucht in Bad Wendorf, einem nordwestlichen Ortsteil von Wismar, Mecklenburg-Vorpommern. Sie wurde 1992 errichtet. Sie war 13 Monate für eine Sanierung gesperrt und wurde im Juni 2015 wiedereröffnet.
Die erste Seebrücke Bad Wendorf wurde im späten 19. Jahrhundert gebaut, um den Badebetrieb und die Schifffahrt zu fördern. Sie diente als Anlegestelle für Dampfschiffe, die Besucher aus Wismar und anderen Küstenorten brachten. Die ursprüngliche Seebrücke war aus Holz gebaut, sie erlitt im Zweiten Weltkrieg Schäden durch Bombardierungen.
In der Nähe der Seebrücke gibt es mehrere Restaurants und Cafés. 